# Chenisides
Chenisides és un gènere d'aranyes araneomorfes de la subfamília Erigoninae, dins de la família Linyphiidae.
Fou descrit per primera vegada per J. Denis l'any 1962.
Es poden trobar a l'Àfrica subsahariana.

## Llista d'espècies
Segons The World Spider Catalog 12.0:
- Chenisides bispinigera Denis, 1962 (Espècie tipus)
- Chenisides monospina Russell-Smith & Jocqué, 1986